# Bahnstrecke Bleicherode–Herzberg
| Bahnhof Herzberg (Harz) |                                             |                                               |                                               |
| Streckennummer (DB): | 6717 / 1814                                 |                                               |                                               |
| Kursbuchstrecke (DB): | zuletzt 598                                 |                                               |                                               |
| Kursbuchstrecke: | 176f (1934) (Zwinge – Herzberg (Harz) 1946) |                                               |                                               |
| Spurweite: | 1435 mm (Normalspur)                        |                                               |                                               |
| |                                             |                                               |                                               |
| \| \| \| Halle-Kasseler Eisenbahn von Halle \| \| \| \| 0,00 \| Bleicherode Ost \| Bleicherode Ost \| \| \| 0,35 \| Halle-Kasseler Eisenbahn nach Hann. Münden \| Halle-Kasseler Eisenbahn nach Hann. Münden \| \| \| 0,48 \| Bode \| Bode \| \| \| 0,99 \| Halle–Kasseler Eisenbahn \| Halle–Kasseler Eisenbahn \| \| \| 2,75 \| Bleicherode Stadt \| Bleicherode Stadt \| \| \| 6,88 \| Kleinbodungen \| Kleinbodungen \| \| \| \| Gleisanschlus zum Kaliwerk Kleinbodungen \| \| \| \| 10,69 \| Großbodungen \| Großbodungen \| \| \| \| Anschlussbahn zum Kaliwerk Neubleicherode \| \| \| \| \| Anschlussbahn zum Kaliwerk Bischofferode \| \| \| \| 13,36 \| Bischofferode (Eichsfeld) \| Bischofferode (Eichsfeld) \| \| \| \| Bode \| \| \| \| 17,72 \| Stöckey \| Stöckey \| \| \| \| Tunnel Weißenborn (204 m) \| \| \| \| 22,01 \| Weißenborn-Lüderode \| Weißenborn-Lüderode \| \| \| \| Geroder Eller \| \| \| \| 24,10 \| Jützenbach ab 1946/49 (?) \| Jützenbach ab 1946/49 (?) \| \| \| \| Geroder Eller \| \| \| \| \| Weilroder Eller \| \| \| \| 26,31 \| Zwinge \| Zwinge \| \| \| 26,59 \| ehemalige innerdeutsche Grenze \| ehemalige innerdeutsche Grenze \| \| \| \| Zwinge West ab 1945 \| \| \| \| 30,80 \| Hilkerode \| Hilkerode \| \| \| \| Gleisanschluss zum Schickert-Werk Rhumsprimge \| \| \| \| 32,35 \| Rhumspringe \| Rhumspringe \| \| \| \| Rhume \| \| \| \| \| Gleisanschluss zur Papierfabrik Rhumsprimge \| \| \| \| \| am Rhumspringer Dammweg \| \| \| \| 37,42 \| Pöhlde \| Pöhlde \| \| \| \| Oder \| \| \| \| \| Südharzstrecke von Nordhausen \| \| \| \| \| Strecke von Siebertal \| \| \| \| \| \| \| \| \| 117,9 \| Herzberg (Harz) \| 233 m \| \| \| 117,8 \| Südharzstrecke nach Northeim \| Südharzstrecke nach Northeim \| \| \| \| Westharzstrecke nach Seesen \| \| \| \| → Gleise noch vorhanden \| \| \| \| \| → Umgebaut zu Radweg/Fußweg \| \| \| \| \| → Umgebaut zu Wirtschaftsweg \| \| \| \| \| → Umgebaut zu Straße \| \| \| |                                             |                                               |                                               |
| Strecke |                                             | Halle-Kasseler Eisenbahn von Halle            | Halle-Kasseler Eisenbahn von Halle            |
| Bahnhof | 0,00                                        | Bleicherode Ost                               | Bleicherode Ost                               |
| Verschwenkung von links · Verschwenkung von rechts (Strecke außer Betrieb) | 0,35                                        | Halle-Kasseler Eisenbahn nach Hann. Münden    | Halle-Kasseler Eisenbahn nach Hann. Münden    |
| Brücke über Wasserlauf · Brücke über Wasserlauf (Strecke außer Betrieb) | 0,48                                        | Bode                                          | Bode                                          |
| Strecke nach links · Kreuzung geradeaus oben (Strecke geradeaus außer Betrieb) | 0,99                                        | Halle–Kasseler Eisenbahn                      | Halle–Kasseler Eisenbahn                      |
| Bahnhof (Strecke außer Betrieb) | 2,75                                        | Bleicherode Stadt                             | Bleicherode Stadt                             |
| Bahnhof (Strecke außer Betrieb) | 6,88                                        | Kleinbodungen                                 | Kleinbodungen                                 |
| Abzweig geradeaus und nach links (Strecke außer Betrieb) |                                             | Gleisanschlus zum Kaliwerk Kleinbodungen      | Gleisanschlus zum Kaliwerk Kleinbodungen      |
| Bahnhof (Strecke außer Betrieb) | 10,69                                       | Großbodungen                                  | Großbodungen                                  |
| Abzweig geradeaus und nach links (Strecke außer Betrieb) |                                             | Anschlussbahn zum Kaliwerk Neubleicherode     | Anschlussbahn zum Kaliwerk Neubleicherode     |
| Abzweig geradeaus und von links (Strecke außer Betrieb) |                                             | Anschlussbahn zum Kaliwerk Bischofferode      | Anschlussbahn zum Kaliwerk Bischofferode      |
| Bahnhof (Strecke außer Betrieb) | 13,36                                       | Bischofferode (Eichsfeld)                     | Bischofferode (Eichsfeld)                     |
| Brücke über Wasserlauf (Strecke außer Betrieb) |                                             | Bode                                          | Bode                                          |
| Haltepunkt / Haltestelle (Strecke außer Betrieb) | 17,72                                       | Stöckey                                       | Stöckey                                       |
| Tunnel (Strecke außer Betrieb) |                                             | Tunnel Weißenborn (204 m)                     | Tunnel Weißenborn (204 m)                     |
| Bahnhof (Strecke außer Betrieb) | 22,01                                       | Weißenborn-Lüderode                           | Weißenborn-Lüderode                           |
| Brücke über Wasserlauf (Strecke außer Betrieb) |                                             | Geroder Eller                                 | Geroder Eller                                 |
| Haltepunkt / Haltestelle (Strecke außer Betrieb) | 24,10                                       | Jützenbach ab 1946/49 (?)                     | Jützenbach ab 1946/49 (?)                     |
| Brücke über Wasserlauf (Strecke außer Betrieb) |                                             | Geroder Eller                                 | Geroder Eller                                 |
| Brücke über Wasserlauf (Strecke außer Betrieb) |                                             | Weilroder Eller                               | Weilroder Eller                               |
| Bahnhof (Strecke außer Betrieb) | 26,31                                       | Zwinge                                        | Zwinge                                        |
| Grenze auf Brücke über Wasserlauf (Strecke außer Betrieb) | 26,59                                       | ehemalige innerdeutsche Grenze                | ehemalige innerdeutsche Grenze                |
| Bahnhof (Strecke außer Betrieb) |                                             | Zwinge West ab 1945                           | Zwinge West ab 1945                           |
| Haltepunkt / Haltestelle (Strecke außer Betrieb) | 30,80                                       | Hilkerode                                     | Hilkerode                                     |
| Abzweig geradeaus und nach rechts (Strecke außer Betrieb) |                                             | Gleisanschluss zum Schickert-Werk Rhumsprimge | Gleisanschluss zum Schickert-Werk Rhumsprimge |
| Bahnhof (Strecke außer Betrieb) | 32,35                                       | Rhumspringe                                   | Rhumspringe                                   |
| Brücke über Wasserlauf (Strecke außer Betrieb) |                                             | Rhume                                         | Rhume                                         |
| Abzweig geradeaus und nach rechts (Strecke außer Betrieb) |                                             | Gleisanschluss zur Papierfabrik Rhumsprimge   | Gleisanschluss zur Papierfabrik Rhumsprimge   |
| Strecke (außer Betrieb) |                                             | am Rhumspringer Dammweg                       | am Rhumspringer Dammweg                       |
| Bahnhof (Strecke außer Betrieb) | 37,42                                       | Pöhlde                                        | Pöhlde                                        |
| Brücke über Wasserlauf (Strecke außer Betrieb) |                                             | Oder                                          | Oder                                          |
| Strecke von rechts · Strecke (außer Betrieb) |                                             | Südharzstrecke von Nordhausen                 | Südharzstrecke von Nordhausen                 |
| Abzweig geradeaus, ehemals von links und ehemals von rechts · Strecke nach rechts (außer Betrieb) |                                             | Strecke von Siebertal                         | Strecke von Siebertal                         |
| Strecke nach links · Strecke von rechts |                                             |                                               |                                               |
| Kopfbahnhof Streckenanfang (Strecke außer Betrieb) · Bahnhof | 117,9                                       | Herzberg (Harz)                               | 233 m                                         |
| Abzweig ehemals geradeaus und von links · Abzweig nach links und nach rechts | 117,8                                       | Südharzstrecke nach Northeim                  | Südharzstrecke nach Northeim                  |
| Strecke |                                             | Westharzstrecke nach Seesen                   | Westharzstrecke nach Seesen                   |
| | → Gleise noch vorhanden                     |                                               |                                               |
| | → Umgebaut zu Radweg/Fußweg                 |                                               |                                               |
| | → Umgebaut zu Wirtschaftsweg                |                                               |                                               |
| | → Umgebaut zu Straße                        |                                               |                                               |

Die Bahnstrecke Bleicherode–Herzberg war eine 41 km lange, eingleisige, nicht elektrifizierte Nebenbahn, die das östliche Eichsfeld und das Ohmgebirge erschloss. Sie verband damit die Bahnstrecke Halle–Hann. Münden bei Bleicherode mit der Südharzstrecke in Herzberg am Harz. Sie diente hauptsächlich dem Güterverkehr von mehreren ehemaligen Kalischächten, zuletzt in Bischofferode, und zu einem ehemaligen Braunkohlekraftwerk in Rhumspringe.
Die Strecke führte durch schwieriges Gelände. Bei Weißenborn-Lüderode musste der Weißenborner Tunnel gebohrt und eine Schleife zur Höhengewinnung angelegt werden.

## Geschichte
Diese Bahnstrecke wurde abschnittsweise von 1908 bis 1911 eröffnet. Am 30. September 1908 ging es von Bleicherode Ost bis Großbodungen, am 1. Oktober 1910 von Großbodungen bis Bischofferode und am 1. November 1911 konnte auch der Verkehr zwischen Bischofferode und Herzberg (Harz) aufgenommen werden. Die Bahnhofsbauten an dieser Strecke entstanden nach Entwürfen von Alois Holtmeyer.

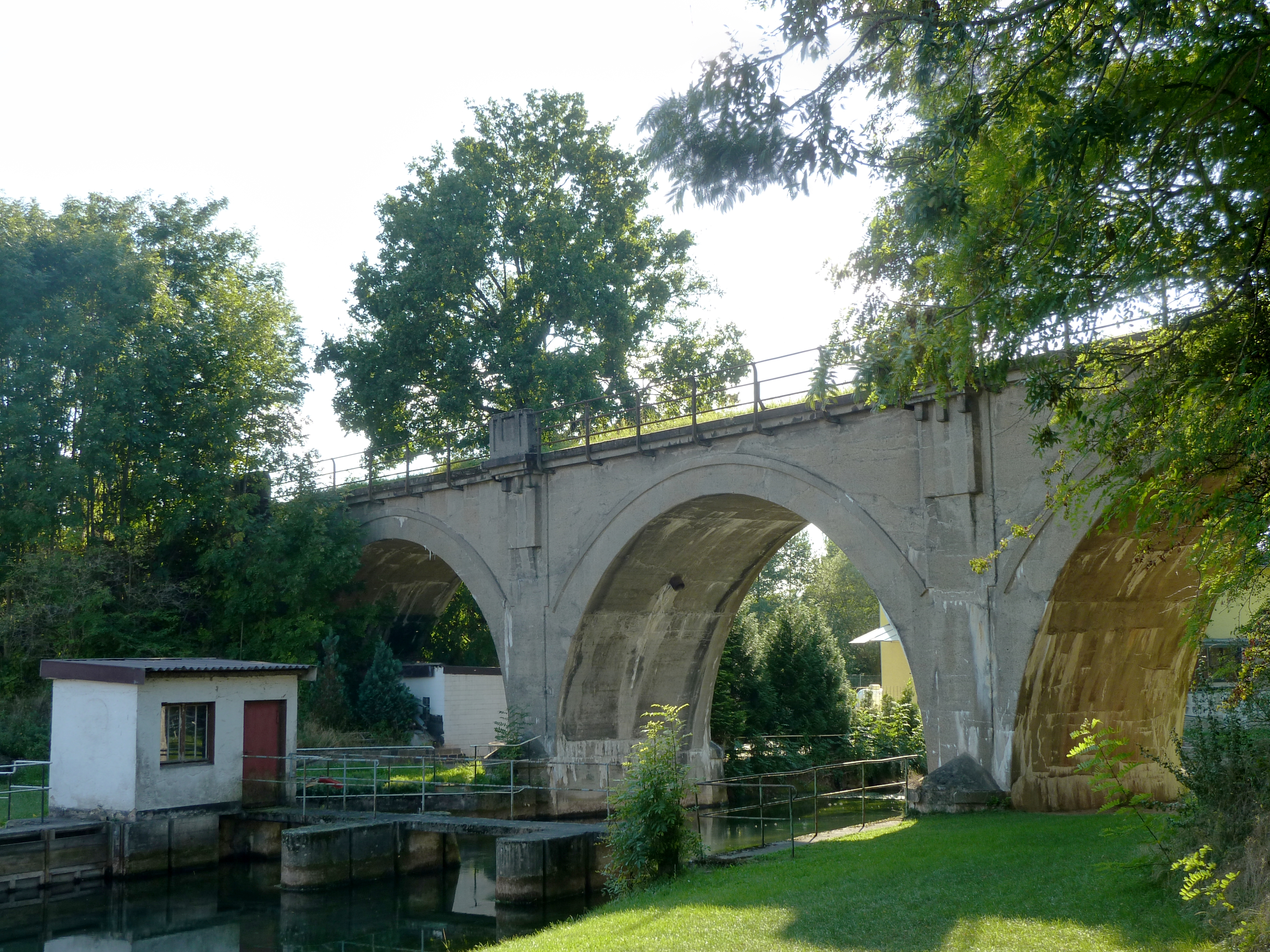
Brücke über die Rhume in Rhumspringe

1945 unterbrach die Zonengrenze und später die innerdeutsche Grenze in Zwinge die Strecke. Daher wurde die auf niedersächsischer Seite gelegene Ladestraße zur neuen Endstation mit der Bezeichnung Zwinge West. Zwinge erhielt in der Literatur den Beinamen längster Bahnhof der Welt, weil „eine Reise von dem einen Ende des geteilten Bahnsteiges zu dem anderen einen Umweg von etwa 400 km über Helmstedt oder Bebra erfordert“.
Die Deutsche Bundesbahn stellte den Personenverkehr am 27. Mai 1961 ein, der Güterverkehr folgte im Februar 1971 östlich von Rhumspringe und am 30. Januar 1982 in ganzer Länge. Am 21. September 1976 entgleisten vor dem Bahnhof Rhumspringe 16 Güterwagen, die sich vom Bahnhof Herzberg selbständig in Bewegung gesetzt hatten. Personen wurden dabei nicht verletzt, es entstand aber ein Sachschaden in Millionenhöhe.
Auf der südöstlichen Seite gab die Deutsche Reichsbahn 1972 den Verkehr zwischen Zwinge und Bischofferode auf. Der Güterverkehr auf der Reststrecke hielt sich ebenso wie das Kaliwerk Bischofferode bis 1993, der Personenverkehr wurde ab 23. Mai 1998 bis Großbodungen zurückgenommen und am 27. Juni 2001 auf ganzer Länge aufgegeben; am 31. Dezember 2003 folgte die formelle Stilllegung der Infrastruktur.
Zuletzt verkehrten noch fünf Personenzugpaare zwischen Bleicherode Ost und Großbodungen, zwanzig Züge zwischen Bleicherode Ost und Bleicherode Stadt.

### Gegenwärtiger Zustand
Auf niedersächsischer Seite wurde die Strecke fast vollständig zum Radweg umgebaut. Es fehlen jedoch ein Stück in Rhumspringe, da zwei Brücken bereits vorher abgerissen wurden, und das Stück zwischen dem Haltepunkt Hilkerode und dem Bahnhof Zwinge wurde aufgrund eines parallelen Feldweges ebenfalls nicht umgebaut. Auf thüringischer Seite ist zwischen Zwinge und Weißenborn-Lüderode Radweg, der weitere Verlauf bis Stöckey ist ein Wirtschaftsweg. Zwischen Großbodungen und Bleicherode Ost liegen noch immer die Gleise.
Über Teile der ehemaligen Bahnstrecke führt heute der Weser-Harz-Heide-Radfernweg. Im Juni 2023 wird die Trasse vom Ortsausgang Großbodungen bis zum Ortseingang Bichofferode (BÜ) auf neuem Schotterbett asphaltiert.